# Christoph von Brandt
Christoph von Brandt (* 2. April 1630 in Preußen; † 10. März 1691 in Stockholm) war ein kurbrandenburgisch-preußischer Diplomat und Staatsmann.

## Leben

### Familie
Christoph von Brandt war Angehöriger des brandenburgischen Adelsgeschlechts Brandt und ein Sohn des kurbrandenburgischen Geheimrats, neumärkischen Kanzler und Direktors der neumärkischen Amtskammer, sowie Erbherrn auf Hermsdorf und Wutzig, Christian von Brandt († Mai 1663) und der Gertrud von Rühlicke aus dem Hause Gralow. Seine Brüder waren Ludwig von Brandt (1640–1711), kurbrandenburgisch-preußischer Geheimer Rat und Kanzler der Neumark, Eusebius von Brandt (1642–1706), kurbrandenburgisch-preußischer Präsident des Oberappellationsgerichts, sowie Hofmeister der Königinnen Elisabeth und Sophia Charlotte, Wilhelm von Brandt (1644–1701), kurbrandenburgisch-preußischer Generalleutnant, Gouverneur zu Küstrin und Wirklicher Geheimer Kriegsrat, Friedrich von Brandt, kurbrandenburgisch-preußischer Geheimer Rat und Gesandter schließlich Paul von Brandt (1650–1697) kurbrandenburgisch-preußischer Generalmajor. Er selbst blieb unvemählt und starb, ohne Kinder zu hinterlassen.

### Werdegang
Brandt studierte fünf Jahre Theologie und Rechtswissenschaften in Frankfurt/Oder. Er war dann für ein Jahr Kammerjunker der Kurfürstin-Witwe Elisabeth Charlotte in Crossen. Sein Studium schloss er in Heidelberg ab und trat anschließend in kurpfälzische Dienste als Gouverneur des Kurprinzen und Hofgerichtsrat.
Im Jahr 1657 wurde er von Kurfürst Friedrich Wilhelm zurück in die Mark gerufen und 1658 zum Hofrat ernannt. Noch im selben Jahr wurde er als Resident nach Paris entsandt, wo er sich bestens bewährte. Sein treffsicheres Urteil qualifizierte ihn zu seiner fast dauernden Verwendung im diplomatischen Dienst, und zwar stets an den Brennpunkten der europäischen Politik. Seine Verwaltungstätigkeit, die mit seiner 1664 erfolgten Ernennung zum Wirklichen Geheimen Rat und 1665 zum Kanzler der Neumark verbunden war, trat dem gegenüber in den Hintergrund. Von 1660 bis 1668 war er als Resident und später als Gesandter in London, von 1670 bis 1682 wirkte er in Kopenhagen und Stockholm. Brandt hatte unter anderem entscheidenden Anteil am Zustandekommen des Friedens zu Breda zwischen England und den Generalstaaten 1667 und im gemeinsam mit seinem Bruder Friedrich am Abschluss des Bündnisvertrages zwischen Brandenburg und Dänemark 1676.